# Bobangui
Bobangui est un village du sud-ouest de la République centrafricaine.
Situé dans la préfecture de Lobaye, c'est le village natal de Barthélémy Boganda et de Jean-Bedel Bokassa. Celui-ci a fait construire non loin de là le palais de Berengo, ce qui devait devenir la résidence des empereurs centrafricains.
C'est à Bobangui, que se trouve le mausolée Boganda, dédié au fondateur de la République centrafricaine Barthélemy Boganda. Chaque 29 mars, jour anniversaire du décès tragique de Boganda, férié en République centrafricaine, est traditionnellement l'occasion d'une commémoration officielle.